# Heinz Heger (Künstler)
Heinz Heger (* 4. Februar 1932 in Bärenstein; † 31. Oktober 2000 ebenda) war ein deutscher Holzkünstler aus dem Erzgebirge.

## Leben und Werk
Heger absolvierte eine Lehre als Holzbildhauer. 1953 erhielt er bei Reinhold Langner erste künstlerische Anregungen. 1958 trat er der Produktionsgenossenschaft Erzgebirgisches Kunsthandwerk bei. 1960 macht er die Meisterprüfung, und 1963 wurde er als Kunstschaffender im Handwerk anerkannt. Er arbeitete ab 1960 als Meister in der PGH. Daneben betrieb er ein externes Studium an der Fachschule für angewandte Kunst Schneeberg, das er 1964 mit dem Staatsexamen als Holzgestalter abschloss. Ab 1965 arbeitete er in Bärenstein freiberuflich als Holzgestalter. Er schuf u. a. in Zusammenarbeit mit Carl-Heinz Westenburger und Rudolf Manuwald baugebundene Arbeiten. Heger war bis 1990 Mitglied des Verbands Bildender Künstler der DDR und in der DDR und im Ausland auf vielen Ausstellungen vertreten, darunter von 1953 bis 1988 auf sechs Deutschen Kunstausstellungen bzw. Kunstausstellungen der DDR.
Die Witwe Hegers schenkte 2008 der Sammlung Erzgebirgische Landschaftskunst des Bergbaumuseums Oelsnitz über 42 Holzobjekte Hegers, u. a. Leuchter, Schalen, zylindrische Dosen und figürliche Schnitzarbeiten.

## Einzelausstellung
- 1986: Annaberg-Buchholz, Galerie im Markt (mit Manuwald)

## Ausstellungsbeteiligung
- 2024: Die gespaltene Generation, Neue Sächsische Galerie, Chemnitz[1]

## Weblink
- https://www.erzgebirgische-landschaftskunst.de/de/kuenstler/detail/heger-heinz.html

| Personendaten    | Personendaten          |
| ---------------- | ---------------------- |
| NAME             | Heger, Heinz           |
| KURZBESCHREIBUNG | deutscher Holzkünstler |
| GEBURTSDATUM     | 4. Februar 1932        |
| GEBURTSORT       | Bärenstein             |
| STERBEDATUM      | 31. Oktober 2000       |
| STERBEORT        | Bärenstein             |